# Resolución 288 del Consejo de Seguridad de las Naciones Unidas
La resolución 288 del Consejo de Seguridad de las Naciones Unidas, adoptada el 17 de noviembre de 1970, después de reafirmar las resoluciones 216 (1965), 221 (1966), 232 (1966), 253 (1968) y 277 (1970), el Consejo solicita al Reino Unido como potencia administradora de Rodesia del Sur que pusiera fin a la rebelión ilegal. El Consejo decidió que las sanciones existentes contra Rodesia se mantendría y le pidió a los demás Estados que implementaran todas las resoluciones pertinentes y que no ofrecieran ninguna forma de reconocimiento al régimen.